# تيد وودورد
تيد وودورد (بالإنجليزية: Ted Woodward)‏ هو مدرب كرة سلة أمريكي، ولد في 28 نوفمبر 1963 في سوفرن في الولايات المتحدة.

## روابط خارجية
- تيد وودورد على موقع كلية كرة السلة في سبورتس رفرنس.كوم (الإنجليزية)